# Ernest Renauld
Ernest Renauld es un ensayista francés.

## Biografía
Ernest Renauld, a la fin del siglo XIX, publica dos libros antiprotestantes en Francia, en el contexto del caso Dreyfus en el que Dreyfus fue apoyado por muchos protestantes.

## Obras
- Le Péril protestant, 1899.
- La Conquête protestante, 1900.